# Carpathica cretica
Carpathica cretica is een slakkensoort uit de familie van de Oxychilidae. De wetenschappelijke naam van de soort is voor het eerst geldig gepubliceerd in 1950 door Forcart.